# クリス・グレイリング
アシュラッドのグレイリング男爵クリストファー・スティーヴン・グレイリング（Christopher Stephen Grayling, Baron Grayling, PC ,1962年4月1日 - ) は、2016年から2019年まで運輸大臣を務めた保守党所属のイギリスの政治家であり、作家。2001年から2024年までエプサム・アンド・ユーウェル選挙区選出庶民院議員を務めていた。2024年から一代貴族として貴族院議員。政界入り以前は、テレビ業界や映画業界で働いていた。

## 生い立ち
ロンドンで生まれ、バッキンガムシャーで育つ。ケンブリッジ大学を卒業後、BBCニュースのプロデューサーとして働く。2001年の総選挙でエプサム・アンド・ユーウェル選挙区から初当選して下院議員として活動する。2005年5月マイケル・ハワード 保守党党首のもとで影の庶民院院内総務を務める。デービィッド・キャメロンが保守党党首に就任した2005年12月に影の運輸大臣に任命された。2007年7月から影の雇用年金大臣を務め、2009年1月から2010年5月まで影の内務大臣を務める。2010年の総選挙で保守党が勝利した後の成立した、第1次キャメロン内閣では労働副大臣に任命された。2012年9月の内閣改造ではケネス・クラークに代わって大法官および司法大臣に任命された。グレイリングは非法律家としては440年ぶりに、大法官に任命された。伝えられるところによれば、同様に非法律家で大法官に就任したのはシャフツベリ伯爵アントニー・アシュリー＝クーパー（1672年 - 1673年）以来となる。しかし、シャフツベリ伯は1638年にリンカーン法曹院で資格を得ている。2015年の総選挙で保守党が与党の座を守った後、庶民院院内総務、枢密院議長となる。2016年のイギリス保守党党首選挙ではテリーザ・メイを支援した。その後成立したメイ内閣では運輸大臣に就任した。2023年10月、グレイリングは前立腺癌が見つかったため、2024年イギリス総選挙での再選を求めないと発表した。庶民院議員を引退した後、2024年8月20日に一代貴族であるサリー州アシュテッドのグレイリング男爵に叙せられ貴族院議員に就任した。

## 私生活
グレイリングは1987年にスーザン・クレア・ディリストーンとサリーで結婚した。夫妻には娘（1992年生）と息子（1996年生）がいる。一家は自らの選挙区に住んでいる。

## 著書
- The Bridgewater Heritage: The Story of Bridgewater Estates by Chris Grayling, 1983, Bridgewater Estates PLC
- A Land Fit for Heroes: Life in England After the Great War by Christopher Grayling, 1985, Buchan & Enright ISBN 0-907675-68-9
- Holt's: The Story of Joseph Holt by Christopher Grayling, 1985, Joseph Holt PLC
- Just Another Star?: Anglo-American Relations Since 1945 by Christopher Grayling and Christopher Langdon, 1987, Virgin Books ISBN 0-245-54603-0
- Insight Guide Waterways of Europe contribution by Chris Grayling, 1989, Apa Publications ISBN 0-88729-825-7

## 参照
1. 1 2  About ChrisChris Grayling, Conservative MP for Epsom and Ewell
2. ↑  Chris GraylingBiography, Politics.co.uk
3. ↑  “Her Majesty’s Government”.   Number10.gov.uk (2010年5月19日). 2010年11月13日閲覧。
4. ↑  “Queen’s speech sketch: ceremony changes”. scotsman.com. 2013年5月8日閲覧。
5. ↑  “COOPER, Sir Anthony Ashley, 2nd Bt. (1621-83), of Wimborne St. Giles, Dorset and The Close, Salisbury, Wilts. | History of Parliament Online” (英語). www.historyofparliamentonline.org. 2025年4月4日閲覧。
6. ↑  Kirkup, James (2016年7月11日). “Chris Grayling, Theresa May's right-hand man, is the only real winner of the Brexit campaign” (英語). The Telegraph. ISSN 0307-1235 2025年4月4日閲覧。
7. ↑  Rampen, Julia (2016年7月14日). “Theresa May’s first Cabinet at a glance” (英語). New Statesman. 2025年4月4日閲覧。
8. ↑  Mason, Rowena (2016年12月19日). “Chris Grayling: Tory in combative mood to deal with rail union bosses” (英語). The Guardian. ISSN 0261-3077 2025年4月4日閲覧。
9. ↑  “Surrey MP Chris Grayling to step down after cancer diagnosis” (英語). (2023年10月6日) 2025年4月4日閲覧。
10. ↑  “Theresa May and 'bionic' MP Craig Mackinley awarded peerages” (英語). www.bbc.com (2024年7月4日). 2025年4月4日閲覧。
11. ↑  “Page 16458 | Issue 64498, 27 August 2024 | London Gazette | The Gazette” (英語). www.thegazette.co.uk. 2025年4月4日閲覧。